# Championnat d'Amérique du Sud féminin de basket-ball des moins de 17 ans
Cet article traite de l'épreuve féminine. Pour la compétition masculine, voir Championnat d'Amérique du Sud masculin de basket-ball des moins de 17 ans.
Le Championnat d’Amérique du Sud féminin de basket-ball des moins de 17 ans est une compétition féminine de basket-ball qui oppose les meilleures sélections nationales d’Amérique du Sud des joueuses de moins de 17 ans. Elle est organisée par la FIBA Amériques depuis 1976 et tous les 2 ans depuis 1990. Le titre de champion d'Amérique du Sud se joue entre 9 sélections des différentes zones d'Amérique du Sud. Les trois premières équipes à l'issue de la compétition se qualifient directement pour le Championnat des Amériques féminin de basket-ball des moins de 18 ans pour ensuite tenter de se qualifier pour la Coupe du monde féminine de basket-ball des 19 ans et moins.

## Palmarès
| Édition | Année | Pays hôte     | Finale        | Finale | Finale    | Petite finale | Petite finale | Petite finale | MVP                |
| Édition | Année | Pays hôte     | Champion      | Score  | Deuxième  | Troisième     | Score         | Quatrième     | MVP                |
| ------- | ----- | ------------- | ------------- | ------ | --------- | ------------- | ------------- | ------------- | ------------------ |
| 1re     | 1976  | Asuncion      | Brésil        |        | Paraguay  | Argentine     |               | Équateur      | non mis en place   |
| 2e      | 1981  | Lima          | Brésil (2)    |        | Colombie  | Argentine     |               | Pérou         | non mis en place   |
| 3e      | 1986  | Cúcuta        | Brésil (3)    |        | Colombie  | Pérou         |               | Argentine     | non mis en place   |
| 4e      | 1987  | Mar del Plata | Argentine     |        | Brésil    | Chili         |               | Équateur      | non mis en place   |
| 5e      | 1990  | Ibarra        | Brésil (4)    |        | Argentine | Équateur      |               | Colombie      | non mis en place   |
| 6e      | 1992  | Santiago      | Brésil (5)    |        | Argentine | Colombie      |               | Chili         | non mis en place   |
| 7e      | 1995  | São Roque     | Colombie      | 74–65  | Brésil    | Argentine     | 70–59         | Venezuela     | non mis en place   |
| 8e      | 1996  | Quito         | Argentine (2) | 78–72  | Brésil    | Colombie      | 59–54         | Équateur      | non mis en place   |
| 9e      | 1998  | Ancud         | Brésil (6)    | 71–60  | Argentine | Bolivie       | 78–31         | Colombie      | non mis en place   |
| 10e     | 2000  | San Felipe    | Brésil (7)    | 75–64  | Argentine | Venezuela     | 65–51         | Colombie      | non mis en place   |
| 11e     | 2002  | Santiago      | Équateur      |        | Chili     | Paraguay      | Paraguay      | Paraguay      | non mis en place   |
| 12e     | 2004  | Quillacollo   | Brésil (8)    |        | Argentine | Bolivie       |               | Venezuela     | non mis en place   |
| 13e     | 2005  | Asuncion      | Argentine (3) | 55–38  | Brésil    | Paraguay      | 67–59         | Chili         | non mis en place   |
| 14e     | 2007  | Guanare       | Venezuela     | 73–71  | Argentine | Brésil        | 57–55         | Équateur      | non mis en place   |
| 15e     | 2009  | Santiago      | Brésil (9)    | 58–51  | Chili     | Argentine     | 65–43         | Équateur      | non mis en place   |
| 16e     | 2011  | Pasto         | Colombie (2)  | 55–54  | Argentine | Brésil        | 61–49         | Chili         | non mis en place   |
| 17e     | 2013  | Portoviejo    | Brésil (10)   | 86–63  | Argentine | Chili         | 85–55         | Équateur      | Thayná Silva       |
| 18e     | 2015  | Asuncion      | Brésil (11)   | 62–58  | Venezuela | Argentine     | 57–30         | Paraguay      | Raphaella Marciano |
| 19e     | 2017  | Sucre         | Argentine (4) | 71–55  | Colombie  | Chili         | 69–64         | Venezuela     | Sofía Acevedo      |
| 20e     | 2019  | Barranquilla  | Colombie (3)  | 49–44  | Brésil    | Argentine     | 40–33         | Équateur      | Daniela González   |
| 21e     | 2022  | Buenos Aires  | Brésil (12)   | 49–46  | Argentine | Colombie      | 60–43         | Uruguay       | Taissa Queiroz     |
| 22e     | 2023  | Bucaramanga   | Brésil (13)   | 65–55  | Colombie  | Argentine     | 79–71         | Venezuela     | Alexia Araújo      |

## Médailles par pays
Tableau actualisé après le championnat 2023.
| Rang | Nation    | Or | Argent | Bronze | Total |
| ---- | --------- | -- | ------ | ------ | ----- |
| 1    | Brésil    | 13 | 5      | 2      | 20    |
| 2    | Argentine | 4  | 9      | 7      | 20    |
| 3    | Colombie  | 3  | 4      | 3      | 10    |
| 4    | Venezuela | 1  | 1      | 1      | 3     |
| 5    | Équateur  | 1  | 0      | 1      | 2     |
| 6    | Chili     | 0  | 2      | 3      | 5     |
| 7    | Paraguay  | 0  | 1      | 2      | 3     |
| 8    | Bolivie   | 0  | 0      | 2      | 2     |
| 9    | Pérou     | 0  | 0      | 1      | 1     |

## Détail par pays
| Équipe    | 1976 | 1981 | 1986 | 1987 | 1990 | 1992 | 1995 | 1996 | 1998 | 2000 | 2002 | 2004 | 2005 | 2007 | 2009 | 2011 | 2013 | 2015 | 2017 | 2019 | 2022 | 2023 | Total |
| --------- | ---- | ---- | ---- | ---- | ---- | ---- | ---- | ---- | ---- | ---- | ---- | ---- | ---- | ---- | ---- | ---- | ---- | ---- | ---- | ---- | ---- | ---- | ----- |
| Argentine | 3e   | 3e   | 4e   | 1er  | 2e   | 2e   | 3e   | 1er  | 2e   | 2e   |      | 2e   | 1er  | 2e   | 3e   | 2e   | 2e   | 3e   | 1er  | 3e   | 2e   | 3e   | 21    |
| Bolivie   |      | 5e   |      |      |      | 7e   |      | 8e   | 3e   | 8e   |      | 3e   | 5e   |      |      |      |      |      | 7e   |      | 7e   | 7e   | 10    |
| Brésil    | 1er  | 1er  | 1er  | 2e   | 1er  | 1er  | 2e   | 2e   | 1er  | 1er  |      | 1er  | 2e   | 3e   | 1er  | 3e   | 1er  | 1er  |      | 2e   | 1er  | 1er  | 20    |
| Chili     |      |      |      | 3e   | 7e   | 4e   |      | 6e   | 5e   | 7e   | 2e   |      | 4e   | 5e   | 2e   | 4e   | 3e   | 7e   | 3e   | 7e   | 6e   | 9e   | 17    |
| Colombie  |      | 2e   | 2e   |      | 4e   | 3e   | 1er  | 3e   | 4e   | 4e   |      |      |      |      | 7e   | 1er  |      |      | 2e   | 1er  | 3e   | 2e   | 14    |
| Équateur  | 4e   |      | 5e   | 4e   | 3e   |      |      | 4e   | 8e   | 6e   | 1er  |      | 8e   | 4e   | 4e   | 5e   | 4e   | 5e   | 5e   | 4e   | 5e   | 6e   | 18    |
| Paraguay  | 2e   |      |      |      |      | 6e   |      | 7e   |      |      | 3e   | 6e   | 3e   |      | 6e   |      | 6e   | 4e   |      | 6e   | 9e   | 5e   | 12    |
| Pérou     |      | 4e   | 3e   |      | 5e   |      |      |      | 6e   | 5e   |      | 5e   | 6e   | 6e   |      | 7e   | 7e   | 6e   | 6e   |      |      |      | 12    |
| Uruguay   | 5e   |      |      | 6e   |      |      |      |      |      |      |      |      |      |      |      | 6e   | 8e   | 8e   | 8e   | 5e   | 4e   | 8e   | 9     |
| Venezuela |      |      | 6e   | 5e   | 6e   | 5e   | 4e   | 5e   | 7e   | 3e   |      | 4e   | 7e   | 1er  | 5e   |      | 5e   | 2e   | 4e   | 8e   | 8e   | 4e   | 18    |
| Total     | 5    | 5    | 6    | 6    | 7    | 7    | 4    | 8    | 8    | 8    | 3    | 6    | 8    | 6    | 7    | 7    | 8    | 8    | 8    | 8    | 9    | 9    |       |

Légende : en gras le pays organisateur.